# Армокам'яні конструкції
А́рмокам'яні констру́кції — кам'яні конструкції, армовані сталлю з метою підвищення їхньої міцності. 

## Види та призначення
Арматура сприймає внутрішні розтягуючі зусилля, які виникають у конструкціях, що зазнають згину, — в перекриттях, перемичках, балках (поздовжнє армування), а також підвищує міцність конструкцій, що працюють на стиск, напр. простінків, стовпів (поперечне армування). 

## Монтаж
Арматуру у вигляді окремих стрижнів чи сіток укладають в розчинних швах або в спец. пазах та каналах стіни. 

## Застосування
Армокам'яні конструкції застосовують також у конструкціях тонких або облегшених стін для посилення їхньої опірності. Іноді кам'яні конструкції підсилюють залізобетонними поясами, обоймами тощо.